# Бастер Браун (музикант)
Ба́стер Бра́ун (англ. Buster Brown; 15 серпня 1911, Кордел, Джорджія — 31 січня 1976, Нью-Йорк) — американський блюзовий і ритм-енд-блюзовий співак, відомий як автор хіта «Fannie Mae» (1959).

## Біографія
Народився 15 серпня 1911 (за іншими даними 11 серпня 1914) року в Корделі, штат Джорджія. Син Генрієтти Девіс і племінник Джиммі Лі Вільямса. Зазнав впливу Сонні Террі, а пізніше, Фетса Доміно. У 1943 році записувався на фестивалі в Університеті Форт-Веллі штату Джорджія для Бібліотеки Конгресу.
У 1956 році переїхав до Нью-Йорка, де його помітив власник лейблу Fire Records Боббі Робінсон. У 1959 році у віці 50 років записав на Fire блюз «Fannie Mae», на якій Браун зіграв на губній гармоніці, пісня посіла 38-е місце в чарті Hot 100 і 1-е місце в R&B Singles журналу «Billboard» у квітні 1960. У листопаді 1960 року взяв участь у записі альбомів Мемфіса Сліма Just Blues і No Strain на Bluesville, на яких акомпанував на губній гармоніці. Того ж року його версія «Is You Is or Is You Ain't My Baby» Луї Джордана посіла 81-е місце в поп-чарті, однак не потрапила до ритм-енд-блюзового чарту. 
У 1961 році на Fire вийшов його дебютний альбом під назвою New King of the Blues, який в основному складався з раніше випущених пісень. «Sugar Babe» стала ще одним хітом, яка посіла 19-е місце R&B Singles і 99-е місце в поп-чарті. Записувався на Serock (1963), Checker (1964), де вийшла «Crawlin' Kingsnake», а також Nocturn (1969).
Помер 31 січня 1976 року в Бруклінській лікарні в Нью-Йорку у віці 64 років.

## Дискографія

### Альбоми
- New King of the Blues (Fire, 1961)

### Сингли
- «Fannie Mae»/«Lost in a Dream» (Fire, 1959)
- «John Henry»/«The Madison Shuffle» (Fire, 1960)
- «Don't Dog Your Woman»/«Is You Is Or Is You Ain't My Baby?» (Fire, 1960)
- «Doctor Brown»/«Sincerely» (Fire, 1961)
- «Blues When It Rains»/«Good News» (Fire, 1961)
- «Sugar Babe»/«I'm Going — But I'll Be Back» (Fire, 1962)
- «Raise A Ruckus Tonight»/«Gonna Love My Baby» (Fire, 1961)
- «Crawling King Snake»/«The Presence Of You» (Checker, 1965)